# Xiphorhynchus pardalotus
A Xiphorhynchus pardalotus a madarak (Aves) osztályának verébalakúak (Passeriformes) rendjébe, valamint a fazekasmadár-félék (Furnariidae) családjába és a fahágóformák (Dendrocolaptinae) alcsaládjába tartozó faj.

## Rendszerezése
A fajt Louis Pierre Vieillot francia ornitológus írta le 1818-ban, a Dendrocopus nembe  Dendrocopus pardalotus néven, innen helyezték jelenlegi nemébe.

## Alfajai
- Xiphorhynchus pardalotus caurensis Todd, 1948
- Xiphorhynchus pardalotus pardalotus (Vieillot, 1818)[2]

## Előfordulása
Dél-Amerika északi részén, Brazília, Francia Guyana, Guyana, Suriname és Venezuela területén honos. A természetes élőhelye a szubtrópusi és trópusi  síkvidéki és hegyi esőerdők, valamint ültetvények. Állandó, nem vonuló faj.

## Megjelenése
Testhossza 21,5–23,5 centiméter, testtömege a hímnak 32–49 gramm, a tojó valamivel kisebb 27–46 gramm.

## Életmódja
Rovarokkal táplálkozik.

## Külső hivatkozás
- Képek az interneten a fajról
- Xeno-canto.org - a faj hangja és elterjedési területe